# NGC 6581
NGC 6581 est une petite galaxie elliptique (?) compacte située dans la constellation d'Hercule. Sa vitesse par rapport au fond diffus cosmologique est de 4 354 ± 41 km/s, ce qui correspond à une distance de Hubble de 64,2 ± 4,5 Mpc (∼209 millions d'al). NGC 6581 a été découverte par l'astronome français Édouard Stephan en 1870. Cette galaxie a aussi été observée par l'astronome français Guillaume Bigourdan le 1er juillet 1886 et elle a été inscrite à l'Index Catalogue sous la désignation IC 1280.